# Tony DeBlois
Tony DeBlois (* 22. Januar 1974) ist ein amerikanischer Musiker, welcher schon mit zwei Jahren begann, Klavier zu spielen. Er ist blind und zählt zu den Autisten, die eine Inselbegabung aufweisen.
Tony DeBlois wurde blind geboren und ging bis 1989 auf die Perkins School for the Blind. Er besuchte anschließend dank eines Sommerstipendiums das Berklee College of Music in Boston, Massachusetts. Später wurde er als Vollzeitstudent anerkannt und machte im Jahr 1996 sein Abschlussexamen.
DeBlois spezialisierte sich auf Jazz, spielt aber auch viele andere Musikrichtungen. Auf Grund seines Savant-Syndroms fiel es ihm leicht, 20 Instrumente zu erlernen. Er ist fähig, 8000 Lieder aus dem Kopf heraus zu spielen. Des Weiteren gab er weltweit mehrere Konzerte mit seiner Band „Goodnuf“.